# 토브 섹스턴
토브 섹스턴(Tobe Sexton, 1968년 9월 6일 ~ )은 미국의 배우, 영화배우, 영화 프로듀서이다.
포트워스에서 태어났다.

## 영화
- 더 링베어러 (2008년)
- 홈커밍 (2007년)
- 더 그린 페어리 (2005년)